# Casa Ramon Serres Castelló
La Casa Ramon Serres Castelló és una obra noucentista de Tarragona inclosa a l'Inventari del Patrimoni Arquitectònic de Catalunya.

## Descripció
L'edifici, destinat a habitatges, es desenvolupa entre mitgeres, resolt en planta baixa i tres plantes de pis amb la coberta de terrat a la catalana. La façana s'ordena amb tres eixos verticals d'obertures, en disposició simètrica, si bé la porta d'accés se situa en un dels costats. Destaca el tractament del pis principal, amb els tres balcons corbats, amb baranes de balustres separades per peanyes coronades amb hídries i sostingudes per unes pronunciades mènsules ornamentades amb relleus. Les obertures, tret de les finestres de la planta baixa, que formen arc escarser, estanquen en llinda plana i estan emmarcades per un joc de quatre pilastres de capitell jònic que arrenquen de la imposta de la planta principal per acabar en la motllura del sostre mort. L'edifici queda limitat per una cornisa molt pronunciada i la barana del terrat, formada per balustres i peanyes amb gerros ornamentals. El ritme corbat del pis principal es repeteix en la llosana semicircular dels balcons dels pisos superiors, que tenen baranes de brèndoles de ferro. Tot el conjunt denota un bon exercici academicista que l'emparenta amb el corrent del Noucentisme vigent a la tercera dècada del segle xx.

## Història
La casa va tenir com a promotora a Manuela Castelló Mas, mare de Ramon Serres, i va ser un dels primers encàrrecs portat a terme per l'arquitecte Antoni Pujol Sevil (fill de l'arquitecte Josep Maria Pujol de Barberà), tot just acabada la carrera.